# 関西社会人大学院連合
特定非営利活動法人関西社会人大学院連合（かんさいしゃかいじんだいがくいんれんごう、英称:Kansai Association of Universities for Adult Education）は、かつて京阪神を中心に大学院を有する大学を正会員として構成していた特定非営利活動法人（NPO法人）。

## 概要
社会人に実践的な講義を提供し、社会人教育を推進する目的で、2003年8月に発足した前身の任意団体・梅田大学院コンソーシアムを発展的改組して、2007年に法人格を取得し設立された。2017年6月30日の年通常総会をもって解散した。
- 所在地 - 大阪市北区梅田1-2-2-400 大阪駅前第2ビル4階 キャンパスポート大阪
- 設立 - 2007年（平成19年）11月7日
- 解散 - 2017年（平成29年）6月30日

## 役員
理事長
- 村田治

副理事長
- 吉田美喜夫
- 楠見晴重

理事
- 徳永光俊
- 西村泰志

監事
- 塩崎均

## 正会員（参加大学）
- 兵庫県立大学
- 高知工科大学
- 京都産業大学
- 立命館大学
- 龍谷大学
- 大阪経済大学
- 大阪工業大学
- 関西大学
- 近畿大学
- 摂南大学
- 関西学院大学
- 武庫川女子大学

## 賛助会員
- 株式会社 63社
- 社会福祉法人 1法人
- その他 1団体（技術士事務所）